# Langenfeld (Renania del Norte-Westfalia)
Langenfeld (pronunciación en alemán: /ˈlaŋənˌfɛlt/ⓘ) es una ciudad del estado federado alemán Renania del Norte-Westfalia, en el distrito de Mettmann. La ciudad está situada entre los suburbios de Düsseldorf y Colonia. Langenfeld se formó a partir de las dos localidades Richrath y Reusrath y recibió los derechos de ciudad en 1948.

## Historia
La historia de la ciudad está en vuelta en el misterio, se sabe que hubo asentamientos humanos desde la prehistoria, por los instrumentos de piedra hallados en la zona. Gran importancia también posee un cementerio germánico del siglo I, ubicado en la parte sur de la ciudad, se han encontrada también numerosas piezas de origen romano.

## Economía
Gracias a su favorable ubicación geográfica entre las ciudades de Colonia, Leverkusen, Solingen y Düsseldorf, la ciudad experimentó un moderado pero constante crecimiento desde la década de los 80, agregar a esto la política de abrir nuevos asentamientos industriales, ha hecho que en la ciudad se asienten numerosas industrias y empresas.
Langenfeld está libre de deudas desde el 3 de octubre de 2008
Algunas de las empresas asentadas en la ciudad son:
- Hallo Pizza (Franquicia)
- Schmees (Producción de acero inoxidable para bombas)
- ara Shoes (Zapatos para Damas)
- de: Strauss Innovation GmbH & Co.KG (Retail)
- de: OttComputer (Desarrolladores de Software)
- de: Omron (Fabricante de productos de automatización industrial para la electrónica industrial y otros)

## Lugares de interés
En Langenfeld encuentra gran cantidad de espacios de interés la ciudad puede ver partes de su era Medieval,Moderna y Contemporánea, a veces puedes verlos lado a lado.